# NGC 6604
NGC 6604 је расејано звездано јато у сазвежђу Змија које се налази на NGC листи објеката дубоког неба.
Деклинација објекта је - 12° 13' 0" а ректасцензија 18h 18m 6,0s. Привидна величина (магнитуда) објекта NGC 6604 износи 6,5. NGC 6604 је још познат и под ознакама OCL 56.